# Société des chemins de fer helléniques
La Société des chemins de fer helléniques est une ancienne compagnie ferroviaire française.

## Historique
La Société des chemins de fer helléniques est constituée comme société anonyme en 1902 par la Société de construction des Batignolles (SCB) et Erlanger & Cie, au capital de dix millions de drachmes, pour la construction et l'exploitation d'un réseau de chemins de fer entre Le Pirée et la frontière ottomane.
Filiale de la SCB, Édouard-Ernest Goüin en fut le président.
Son activité est reprise par la suite par la Société nationale des chemins de fer grecs (en), qui deviendra l'Organismós Sidirodrómon Elládos (OSE) en 1971.